# Orrtjärnen (Färila socken, Hälsingland)
Orrtjärnen är en sjö i Ljusdals kommun i Hälsingland och ingår i Ljusnans huvudavrinningsområde.